# Étienne Smulevici
Étienne Smulevici, né le 13 mai 1947 à Paris, est un pilote de rallye-raid français semi-professionnel, qui a notamment participé à 40 éditions du Rallye Dakar.

## Biographie

### Carrière de pilote
En 1986, il est le premier à courir le Rallye Dakar en solitaire et sans assistance. Il réussit néanmoins à terminer la course.
Il court également en solitaire le Paris-Moscou-Pékin en 1992, en arrivant classé à Pékin après 16 500 km et 30 jours de course, où il reçoit le prix du courage et la dotation ELF.
Il a participé à d'autres compétitions : au Maroc, en Tunisie, en Égypte, en Australie, en Islande, ainsi qu'aux 24 Heures 4x4 de Paris, qu'il a gagnées en 2005 et aux 24 Heures du Nürburgring. Il est monté à trois reprises sur le podium du Rallye des Pharaons. En 2017, il termine 2ème du classement général de la catégorie Camions de série 
Le 2 janvier 2008, le quotidien L'Équipe lui consacre un article en dernière page et titre : « C'est Monsieur Dakar ». Il a été surnommé « l'inoxydable Monsieur Dakar », surnom librement inspiré du vrai « Monsieur Dakar », le multiple vainqueur Stéphane Peterhansel.
En janvier 2022, il participe à son 40e Dakar, ce qui constitue un record,. Il a terminé 27 fois l'épreuve, ce qui est un autre record. Au 14 janvier 2022, il a parcouru 545 575  Km de course et a couru sur tous les continents.
Étienne Smulevici a fait venir sur le Dakar des personnalités comme Raymond Kopa, Gérard Lenorman et Michel Hidalgo.

### Autres activités
En décembre 2010, il cosigne avec son ami Patrick Burgel un livre intitulé À sept ans, il voulait traverser le désert... Étienne Smulevici, « l'inoxydable Monsieur Dakar ». Le livre est préfacé par Patrick Segal. En 2014,  « L'inoxydable Monsieur Dakar, la suite » est écrit par sa femme Claude-Agnès.
Il est actif en tant que coach sur les Rallyes Raids ou en organisant des voyages découverte en 4x4 et/ou en buggy dans divers pays.

## Anecdotes et mésaventures mécaniques
Étienne Smulevici est notoirement connu pour ses nombreuses mésaventures mécaniques. Celles-ci ont caractérisé sa carrière de pilote, attirant l'ironie des médias. Ainsi, lors de l'édition 2014 du Dakar, la séquence documentée de ses tonneaux répétés, alors qu'il est bloqué et crie dans son véhicule, est largement diffusée, notamment par France Télévisions.